# 新春 滝沢革命
『新春 滝沢革命』（しんしゅん たきざわかくめい）は、ジャニー喜多川が作・構成・演出を手がけ、2009年に初演された日本のミュージカル作品。主演を滝沢秀明が務める。2012年まで毎年、元日に開幕し、大量の水を用いたスペクタクルな演出が行われていた。
2013年には『JOHNNYS' World -ジャニーズ・ワールド-』の特別公演『ジャニーズ・ワールド 正月はタッキーと共に』として、ダイジェスト版が上演された。以降、帝劇1月公演の枠は『ジャニーズ・ワールド』シリーズに引き継がれていく。
同じく滝沢秀明が主演を務める『滝沢演舞城』シリーズは松竹が興業を手掛けているのに対し、本作『滝沢革命』シリーズは東宝が手掛けている。

## 新春 滝沢革命（2009年）
帝国劇場史上初となる大量の水を使った演出が行われた。最新鋭マシン「ウオーターピクチャー」を使用し「滝沢」や「革命」といった文字を表示しながら降り落ちる雨や、下から高さ８メートルまで噴き上げる噴水など、公演全体で使用する水量は計5トンに上る。
舞台は2部構成で、新春の絢爛豪華な絵巻をイメージした1部は白鯨や浦島太郎、竹取物語など日本の伝説や童話を取り入れたストーリーとなっている。乙姫からもらった玉手箱を開くシーンまでが描かれる。2部は2060年を舞台に、恋しい乙姫を探し続ける老人となった滝沢と乙姫とのラブストーリーがニュートンの地球滅亡予言を絡めながら壮大なスケールで描かれる。
テーマ曲の「愛・革命」は滝沢自身が作詞作曲を担当し、「女と男の愛」をテーマにしたドラマチックな楽曲となっている。
日程
- 2009年1月1日 - 27日、帝国劇場、全42公演

キャスト
- 滝沢秀明
- 錦織一清（特別出演）
- A.B.C-Z
- Kis-My-Ft2
- ジャニーズJr.
  - ジェシー、京本大我、田中樹
  - 岩本照、深澤辰哉、渡辺翔太、阿部亮平、宮舘涼太、佐久間大介
  - 高田翔
  - 川島如恵留

- 山科愛

## 新春 滝沢革命 / 新春 人生革命（2010年）
森光子主演の昼の部「新春 人生革命」と滝沢秀明主演の夜の部「新春 滝沢革命」の2部構成。

### 新春 滝沢革命
海の一族を率いるヒデアキがさらわれた女性ユキヒメを助けるために奮闘する物語。
初演を上回る7トンの水を使った演出が披露された。
日程
- 2010年1月1日 - 27日、帝国劇場

キャスト
- ヒデアキ - 滝沢秀明
- ジャニーズJr.
  - Kis-My-Ft2
  - A.B.C-Z
    - 橋本良亮
    - 河合郁人、五関晃一（戸塚・塚田と交互出演）
    - 戸塚祥太、塚田僚一（河合・五関と交互出演）

  - ジェシー、田中樹
  - 岩本照、深澤辰哉、渡辺翔太、阿部亮平、宮舘涼太、佐久間大介
  - 中村嶺亜

- 青木ななこ

### 新春 人生革命
森の自叙伝『人生はロングラン』にインスパイアされたジャニー喜多川が作・構成・演出を手掛けた新作舞台。京都を舞台に、女優（森）と、女優を母と慕う若者（滝沢）のかけがえのない絆を描いた物語である。
テーマ曲「人生革命」は森自身が作詞を担当した。錦織一清、滝沢秀明、Kis-My-Ft2がコーラスで参加している。
本作が森にとって最後の舞台出演作となった。
日程
- 2010年1月8日 - 28日、帝国劇場

キャスト
- 森光子：大女優
- ヒデアキ - 滝沢秀明：弟子
- 錦織一清（特別出演）
- ジャニーズJr.
  - Kis-My-Ft2
  - A.B.C-Z
    - 橋本良亮
    - 河合郁人、五関晃一（戸塚・塚田と交互出演）
    - 戸塚祥太、塚田僚一（河合・五関と交互出演）

  - 岩本照、深澤辰哉、渡辺翔太、阿部亮平、宮舘涼太、佐久間大介
  - 井上瑞稀

- 田根楽子
- 武岡淳一
- 青木ななこ

## 帝劇開場100周年記念公演「新春 滝沢革命」（2011年）
本作からストーリーが大幅にリニューアルされ、中山優馬が滝沢の弟役として参加。兄弟愛や家族愛などさまざまな愛を描き、その大切さを訴える。帝劇開場100周年記念のオープニングを飾る作品であり、冒頭では帝劇開場から現代までをつづった映像で劇場の歴史を紹介した。また、新曲の「SHOW」が帝国劇場100周年にちなんで作られた。初演の3倍となる15トンの水が使われており、大量の水が流れ出す中で12分間にも及ぶ殺陣などのパフォーマンスが披露された。
日程
- 2011年1月1日 - 27日、帝国劇場、全38公演

キャスト
- 滝沢秀明：海の一族の勇者
- 錦織一清（特別出演）：ヒデアキとユウマの父親
- 中山優馬（NYC）：ヒデアキの弟
- A.B.C-Z
- Mis Snow Man
  - 岩本照、深澤辰哉、渡辺翔太、阿部亮平、宮舘涼太、佐久間大介

- ジャニーズJr.
  - 京本大我

- 大空眞弓（特別出演）
- 桜乃彩音

## 新春 滝沢革命（2012年）
奪われた紀伊の海を取り戻すべく、海の王妃の軍に立ち向かう青年たちの姿を描いたスペクタルアドベンチャー。本作では滝沢自身が作曲した15分48秒に及ぶダンスナンバー「滝沢組曲」によって、登場人物の心情や世界観を静寂、激動、再会、逃避、情熱の5要素からドラマティックに展開し表現する演出が追加された。
恒例である水を使った演出では、水を床下から勢いよく噴射させる装置「ウォーターキャノン」が導入された。また、使用量は前年公演と同じ15トンであるが、循環システムを増強したため全編で150トンの水の使用が実現された。
日程
- 2012年1月1日 -29日

キャスト
- ヒデアキ - 滝沢秀明：長老の息子
- 錦織一清（特別出演）：紀伊を治める一族の長老
- ユウマ - 中山優馬（NYC）：ヒデアキの弟
- 戸塚祥太（A.B.C-Z）：王妃軍のリーダー
- They武道
  - 高橋竜、林翔太、江田剛、山本亮太

- 岩本照、深澤辰哉、佐久間大介、渡辺翔太、宮舘涼太
- ジャニーズJr.
  - 安井謙太郎、高田翔、川島如恵留、アンダーソン・ケイシー、ウェスリー・マッシー、森田美勇人、仲田拡輝、七五三掛龍也、井上瑞稀、橋本涼、岡田蒼生、羽場友紀、千野葵、林蓮音、大塚祐哉、今野貴之、村治将之介、林丈一、田島将吾、藤田裕也、森谷拓歩、常川藍里、原嘉孝、桂川若葉、金田耀生、玉元風海人、後藤泰観、石垣大祐

- 木南晴夏：姫。海の王妃から逃げたところをヒデアキに助けられ、彼に思いを寄せる。
- 紫吹淳（特別出演）：海の王妃

## DVD
新春 滝沢革命
- 2010年3月10日にavex traxから発売。収録日は2009年1月27日。
- 初回生産限定盤（AVBD-91773）には映像特典として千穐楽（昼公演）のSHOW TIMEで披露された少年隊・堂本光一・滝沢秀明という奇跡の5ショットによる「仮面舞踏会」が収録されている。
- 通常盤（AVBD-91775）には千穐楽のドキュメントと滝沢、錦織、A.B.C-Z、Kis-My-Ft2らへのインタビューが特典映像として収録。

新春 滝沢革命
- 2011年6月8日にavex traxから発売。2011年の公演。
- 初回生産限定盤にはフォトブック（52P）が付属。
- 通常盤には特典映像として千穐楽スペシャル映像が収録されている。
- 2011年6月20日付けのオリコン「ウィークリーDVDランキング」で総合首位を獲得した。